# Pied-de-Borne
 Pied-de-Borne  es una población y comuna francesa, en la región de Languedoc-Rosellón, departamento de Lozère, en el distrito de Mende y cantón de Villefort.

## Demografía
| 248 | 238 | 336 | 220 | 258 | 249 | 269 | 280 | 294 | 279 | 257 | 273 | 280 | 300 | 375 | 333 | 310 | 314 | 312 | 275 | 253 | 222 | 219 | 185 | 162 | 130 | 200 | 344 | 278 | 246 | 207 | 197 |
| Para los censos de 1962 a 1999 la población legal corresponde a la población sin duplicidades (Fuente: INSEE [Consultar]) |     |     |     |     |     |     |     |     |     |     |     |     |     |     |     |     |     |     |     |     |     |     |     |     |     |     |     |     |     |     |     |